# Marsupella yakushimensis
Marsupella yakushimensis là một loài rêu tản trong họ Gymnomitriaceae. Loài này được (Horik.) S. Hatt. miêu tả khoa học lần đầu tiên năm 1944.